# The Soul Children
The Soul Children es un cuarteto de soul creado en el año 1968 en la ciudad de Memphis. Estaba formado por dos mujeres, Shelbra Bennett y Anita Louis, y dos hombres, J. Blackfoot y Norman West. Grabaron numerosas sintonías de series televisivas, siendo esto por lo que se hicieron conocidos. Fueron contratados por Stax en 1968. Su primer hit fue el sigle «The Sweeter He Is». Pero su mayor éxito no les llegó hasta 1974 con el tema «I'll be the other woman». En 1975 Stax les cerró las puertas, pero al mismo tiempo Epic se las abrió. En esta, su última etapa, su música se volvió mucho más bailable. Desde 1977 sin editar ningún álbum, y tan solo trabajando en actuaciones en vivo, en 1990 lanzaron el disco "We are one". 

## Discografía
| Año  | Título                    | Discográfica |
| ---- | ------------------------- | ------------ |
| 1968 | The soul children         | Stax         |
| 1971 | Best of two worlds        | Stax         |
| 1972 | Génesis                   | Stax         |
| 1974 | Friction                  | Stax         |
| 1976 | Finders keepers           | Epic         |
| 1977 | Where is your man tonight | Epic         |
| 1990 | We are one                | Word         |

- Datos: Q2209583